# Col du Grand-Sambuc
Pour les articles homonymes, voir Sambuc.
Le col du Grand-Sambuc (ou, plus communément, du Sambuc), est un col du massif de la Sainte-Victoire, entre le Concors et la montagne des Ubacs, dans le département des Bouches-du-Rhône. À 615 mètres d'altitude, il fait communiquer le vallon de Vauvenargues et celui de Jouques, axe secondaire permettant aussi de relier Aix-en-Provence et Jouques.
Comme son voisin le col des Portes, le col du Sambuc est franchi par une route très étroite et appréciée des cyclistes. Côté sud, elle serpente au fond des gorges de l'Infernet, avant de s'élever puis de redescendre côté nord dans une succession de lacets abrupts, en pleine forêt. Le col du Sambuc n'est signalé par aucun panneau.
La route permet aussi d'accéder au circuit automobile du Sambuc, situé sur le versant nord.
Son ascension a été effectuée comme lors de la 6e étape du Paris-Nice 2022, le col classé en 2e catégorie.